# Ill-Natured Spiritual Invasion
Ill-Natured Spiritual Invasion treći je studijski album norveškog black metal-sastava Old Man's Child. Album je 23. lipnja 1998. godine objavila diskografska kuća Century Media Records.

## O albumu
Album je snimljen u studiju Sunlight u Švedskoj te je masteriran u DMS-u u Njemačkoj. Za razliku od ostalih albuma sastava, vokali na Ill-Natured Spiritual Invasionu uglavnom su bili improvizirani tijekom snimanja.

## Popis pjesama
Tekstovi i glazba: Galder. 
| 1.    | »Towards Eternity«      | 5:17 |
| 2.    | »The Dream Ghost«       | 3:42 |
| 3.    | »Demoniacal Possession« | 3:31 |
| 4.    | »Fall of Man«           | 4:01 |
| 5.    | »Captives of Humanity«  | 4:42 |
| 6.    | »God of Impiety«        | 5:24 |
| 7.    | »My Evil Revelations«   | 3:59 |
| 8.    | »Thy Servant«           | 4:47 |
| 35:23 |                         |      |

## Zasluge
| Old Man's Child - Galder – vokali, gitara, bas-gitara, klavijature, inženjer zvuka. miksanje, produkcija Dodatni glazbenici - Gene Hoglan – bubnjevi | Ostalo osoblje - Tomas Skogsberg – inženjer zvuka, miksanje - Jocke Pettersson – inženjer zvuka, miksanje - Kris Verwimp – naslovnica - Christophe Szpajdel – logotip |